# Yscani Indijanci
Yscani (Ascani, Hyscani, Ixcani).- /Značenje imena nepoznato/ Pleme iz konfederacije Wichita Indijanaca, porodica Caddoan, s donjeg Canadian Rivera u budućoj Oklahomi, gdje ih 1719. Jean Baptiste Bénard de la Harpe. Fray José Francisco de Calahorra y Saenz susreće ih 1760. u sjevernom Teksasu i među njima utemeljuje misiju. Kasnije ih nalazimo na istočnoj obali Trinity Rivera, blizu današnje Palestine, gdje ih 1772. nalazi Athanase de Mézières. Devet godina kasnije (1781) Juan Agustín Morfí izvještava da imaju veliko naselje blizu današnjeg Wacoa, 8 milja uzvodno od naselja Tawakona, na rijeci Brazos. Ime Yscani se nakon 1794. godine više ne spominje, a ime Waco mogao bi biti novi naziv pod kojim se javljaju u povijesti.

## Vanjske poveznice
- Yscani Indians